# Kaori Flores Yonekura
Kaori Flores Yonekura es una cineasta venezolana con ascendencia japonesa (nikkei). Reconocida por su trayectoria como documentalista especializada en migración, DDHH, infancia y pueblos originarios, ha colaborado con instituciones como el British Council en su programa dedicado al ingles para niños, con OIM-Migración y la Embajada del Japón en Chile y Venezuela, CNAC, SEGIB, la Escuela de cine de Uruguay con premios de asesorías anuales a través del Festival Internacional de Escuelas de Cine, la Agencia Española de Cooperación Internacional en Centroamérica, entre otras más; ha dirigido y producido contenidos para Plaza Sésamo, Sun Channel, Telesur, HBO, DW. Su ópera Prima "Nikkei" es parte de la colección permanente de más de 20 de las principales Universidades de los Estados Unidos1 2, el Museo Japonés Americano de Los Ángeles y Japan House de Londres. Ha sido conferencista y tutora en espacios dedicados al mercado e industria cinematográfica como también a infancia y juventud. Con su Programa Cinescope en 2023 apoyo a 22 jóvenes cineastas iberoaméricanos con 17 proyectos cinematográficos con el otorgamiento de becas parciales de 80% en cursos de formación continua, lo cual se suma a las más de 400 becas totales que con ayuda de Ibermedia se otorgaron a través de su programa desde 2013 3.

## Formación
Kaori Flores Yonekura se graduó como especialista en producción de la EICTV también graduada como TSU en Publicidad del IUTAJS, tiene estudios en Marketing y Diseño Gráfico, así como conocimientos en restauración y conservación de obras de papel. Ha obtenido Becas y Residencias Artísticas de: JICA - Agencia Japonesa de Cooperación Internacional, MOFA - Ministerio de Relaciones Exteriores del Japón, Fundación Carolina - España, Programa Ibermedia, Tokas - Tokyo Art and Space, CNAC - Centro Nacional Autónomo de Cinematografía de Venezuela, Bolivia Lab, Beppu Project Japan y Cinemanía en alianza con la Fundación del Nuevo Cine Latinoaméricano..

## Carrera Audiovisual
Ha desarrollado su carrera en diferentes áreas de la cinematografía como Directora/Realizadora, Guionista, Productora, Fotógrafa y Editora; por lo que ha obteniendo más de 20 créditos en diferentes obras individuales y colectivas con temas enmarcados en el saber e imaginario nacional, los derechos humanos en Venezuela y Latinoamérica, la identidad originaria y la inmigración. Entre sus trabajos más importantes su ópera prima “Nikkei” sobre la construcción de la identidad individual y colectiva a partir de la inmigración, este largometraje documental, es coproducción venezolana peruana, rodada en tres países y dos idiomas, con el apoyo de CNAC e Ibermedia, ha participado en más de 30 festivales y muestras nacionales e internacionales, ha sido utilizada en estudios asiáticos y latinoamericanos en universidades, fue adquirida por el Museo Japonés Americano para su colección permanente, estrenada en la exposición “Transpacific Borderlands” donde se reunieron artistas de Latinoamérica de la diáspora japonesa. 
En las áreas de Gestión Cultural, dirige el Programa Iberoamericano de Formación Cinematográfica Cinescope, el cual ha logrado otorgar más de 400 becas para participar en foros sobre Distribución, Promoción y Exhibición de películas; ha colaborado con la Embajada de Francia en Venezuela en los programas de la Misión Audiovisual, con la AECI en Centroamérica - Honduras, con el Foro Cinematográfico y anterior Mercado FLICC en México, y con el Laboratorio de Desarrollo de Proyectos Cinematográficos ISLAB de Puerto Rico, British Council para su programa con infantes durante la Pandemia por Covid-19, Plaza Sésamo, entre muchas más. 
Ha sido jurado en Festivales Internacionales de Cine en su país, en Centroamérica y Canadá; también es Miembro Fundador de la Academia de Artes y Ciencias Cinematográficas de Venezuela. Entre otros logros ha participado ha participado como Becaria o Artista residente de/en instituciones JICA - Agencia Japonesa de Cooperación Internacional, MOFA - Ministerio de Relaciones Exteriores del Japón, Fundación Carolina - España, Programa Ibermedia, Tokas - Tokyo Art and Space, CNAC - Centro Nacional Autónomo de Cinematografía de Venezuela, Bolivia Lab, Beppu Project Japan.
Experiencia en la gestión cultural en el área cinematográfica
- Miembro fundador de la Academia de Cine de Venezuela

- Miembro del comité evaluador para la selección del Festival Documenta Caracas Archivado el 29 de diciembre de 2016 en Wayback Machine. y Premio Doc Andino Archivado el 21 de abril de 2017 en Wayback Machine., Embajada de Francia en Caracas. Venezuela
- Miembro del comité evaluador de guiones para la selección del Taller Franco Andino Sembrando Cine , Embajada de Francia en Caracas. Venezuela
- Miembro del comité evaluador para el Taller internacional de desarrollo de proyectos isLAB. Puerto Rico.
- Distribución y gestión de festivales del cortometraje de animación "Chirino" del realizador Jean Charles L'Ami (enlace roto disponible en Internet Archive; véase el historial, la primera versión y la última)., producido por Lulomotion.
- Entrenador del taller internacional de desarrollo de proyectos isLAB. Puerto Rico.
- Miembro del jurado Festival Bordes. San Cristobal. Venezuela
- Miembro del jurado Festival Internacional de cine de la mujer “María Lionza”. San Felipe. Venezuela
- Participante del encuentro de CineLabs. FLICC Foro de cine latinoamericano. México.
- Partner de Mercado Audiovisual Latinoamericano FLICC - CINESCOPE
- Conferencista “alternativas para la distribución en Latinoamérica”. FLICC 1er Mercado Audiovisual Latinoamericano. México.
- Tutora del taller “Diseñar una película”. Fundación Bordes/CNAC. Venezuela
- Jurado de Cortometrajes del Festival de Cine Latinoamericano y Caribeño. Margarita, Venezuela
- Jurado de Cortometrajes del Festival de Cine Latinoamericano de Vancouver. Canadá
- Jurado de Cortometrajes del Festival Internacional de Cine Centroamericano Ícaro. Guatemala.
- Jurado de Mediometrajes del Festival Internacional de Cine Centroamericano Ícaro. Guatemala.
- Jurado de Cine arte del Festival Internacional de Cine Centroamericano Ícaro. Guatemala.
- Directora del Programa Iberoamericano del Formación Cinematográfica CINESCOPE. Venezuela
- Conferencista “El audiovisual dirigido a la infancia”. III Festival Internacional de Cine y audiovisual Infancia y Juventud. Venezuela.
- Tutora de taller Diseño de producción de Cine Iberoamericano. AECID. Honduras
- Tutora. Taller Diseño de producción de Cine Iberoamericano. Pdvsa La Estancia. Venezuela
- Tutora. Taller de Jefatura de producción cinematográfica. Pdvsa La Estancia. Venezuela
- Conferencista “Distribución, Promoción y Difusión de documentales”. Festival Internacional de Cine Centroamericano Ícaro. Guatemala.
- Conferencista Distribución, Promoción y Difusión de documentales. La Fábrica Audiovisual. Venezuela
- Tutora. Taller Diseño de producción de Cine Iberoamericano. Pdvsa La Estancia. Venezuela
- Tutora. Taller Dirección de producción de Cine Iberoamericano. CNAC. Venezuela
- Miembro del Comité de Selección de la representación de Venezuela para las nominaciones al Premios Goya.

Filmografía
- El Cristal de Tetsuo, Ficción, Documental, Venezuela, en desarrollo. Cargos: Producción Ejecutiva, Guión y Dirección.
- El Extraordinario Viaje del Dragón, Documental, Venezuela, en postproduccion. Cargos: Producción ejecutiva, Guion, Dirección.
- Santo Destino del Sur, Largometraje, Ficción, Coproducción Colombia-Venezuela, en postproducción. Cargos: Producción ejecutiva, Guion, Dirección.
- Abya Yala. Bolivia. Documental para televisión, sección Venezuela. Cargos: Servicios de producción Para Londra Films y el Canal AbyaYala , Dirección.
- Akuaippa, Largometraje, Documental Cine, Coproducción Francia-Colombia-Venezuela, en desarrollo. Cargos: Producción ejecutiva, Guion, Dirección.
- Nikkei, Largometraje, Documental Cine, Coproducción Perú-Venezuela. Cargos: Producción ejecutiva, Guion, Dirección, Coedición, Cofotografía.
- Serie: Cambia La Ruta, Reality, Temporadas 2, 3 y 4, ￼￼￼Sun Channel. Cargo: Supervisora de Producción
- Serie: Azul Profundo, Infoentretenimiento, Temporadas 2, 3 y 4, ￼￼￼Sun Channel. Cargo: Supervisora de Producción
- Serie: Destinos del Sol México, Infoentretenimiento, Temporadas 2, 3 y 4, ￼￼￼Sun Channel. Cargo: Supervisora de Producción
- Serie: Casas del Caribe, Infoentretenimiento, Temporadas 2, ￼￼￼Sun Channel. Cargo: Supervisora de Producción
- Matrices Irak, Cortometraje, Documental Tv, Cargos: Producción ejecutiva, Guion, Dirección y Fotografía.
- Serie: Injerencia, la invasión silenciosa. 13 Capítulos, Documental. Dirección Ángel Palacios. Cargos: Realización, Guion, Investigación, Asistencia de Dirección. Cámara.
- Líbano, huellas del imperio. Documental Cine, Mediometraje, Dirección: Angel Palacios, Colectivo Panafilms. Cargos: Asistencia de Dirección y montaje
- Tenemos que hablar, Largometraje, Ficción, Coproducción Argentina – España- Ecuador – México-Chile, Varios directores. Cargos: Diseño de ruta financiera parte venezolana – etapa inicial.
- Beisbol. Micro documental. Plaza Sésamo. Cargos: Dirección y Guión.
- Mi juguete ecológico. Plaza Sésamo. Cargos: Dirección y Guión.
- Brasil, la lucha por la tierra. Documental Tv, Cortometraje. Cargos: Realización para ABN
- Janokosebe Iridaja. Largometraje. Documental Cine. Dirección: Manuela Blanco. Cargos: Producción ejecutiva
- La Edad de Oro del Cine Nacional años 70. Documental Cine. Directores: Philip Toledano y Sergio Marcano. Cargos: Asistente de producción Ejecutiva Tango Bravo
- La Edad de Oro del Cine Nacional años 80. Documental Cine. Directores: Philip Toledano y Sergio Marcano. Cargos: Asistente de producción Ejecutiva Tango Bravo
- Serie: Amo la vida, Voy al cine. Documental Tv. Varios directores. Cargos: Asistente de producción Ejecutiva Tango Bravo
- Serie: Somos. Documental Tv. Capítulos: Wayúu / Añú / Japreria / Barí / Yukpa. Dirección: Alejandra Szeplaki. Realización: Alejandra Fonseca. Jefe de Producción y Producción de campo
- Serie: Secretos de familia. Documental Tv. Dirección: Alejandra Szeplaki. Cargos: Jefe de Producción y Producción de campo
- El Niño de mis ojos. Cortometraje. Ficción. Director: Jakov Dakovic. Dirección de Producción y Dirección de Arte
- Sopor. Cortometraje. Ficción. Director: Mohamed Hussain. Cargo: Dirección de Producción.
- Luna de Miel. Cortometraje. Ficción. Director: Tomás Colautti. Cargo: Dirección de Producción
- Idea. Cortometraje. Documental Cine. Director: Miguel Coyula. Dirección de Producción
- Video Carta. Cortometraje. Documental Cine. Director: Luis Urrutia. Dirección de Producción
- ¿Alguien me escucha?. Cortometraje. Ficción. Director: Saudde Cevallos. Cargos: Dirección de Producción
- Ciertos Gestos. Cortometraje. Ficción. Cargos: Directora.
- La Caza. Cortometraje. Ficción. Director: Erick Rocha. Cargos: Directora de Fotografía y Cámara.
- Perro Pampero. Cortometraje. Ficción. Director: Mariano Anania. Cargos: Asistencia de Producción
- Angel. Cortometraje. Ficción. Director: Ulrike Molsen. Cargos: Asistencia de Producción

## Reconocimientos y premios
Festivales, Muestras y otras Exhibiciones
Con NIKKEI IMDB
- Festival Internacional de Cine sobre Migración- OIM - ONU]
- Festival de Cine Latinoamericano de Filadelfia. Película invitada
- El Fondo Americano para las Artes de Venezuela: VAEA. USA. Función especial. Película invitada
- Muestra de cine Iberoamericano de Santiago de Chile. Chile. Representación Venezolana. Selección Oficial
- Festival Int. de Cine de la Mujer María Lionza. Venezuela Gana: Mejor Documental y Premio Nuestras Raíces (enlace roto disponible en Internet Archive; véase el historial, la primera versión y la última).
- Festival de la cultura Nikkei. Perú. Función de Gala. Película invitada
- ISLAB. Función especial. Puerto Rico.
- Muestra Somos el Sur. Fundación Cinemateca Nacional de Venezuela.
- Festival del Nuevo Cine Venezolano en NY. Selección Oficial
- Festival de Derechos Humanos y Cine. Gana: Mejor Documental DDHH
- Festival de Cine Latinoamericano de Vancouver. Canada
- 2da Muestra del Festival int. de cine del Norte de Chile. Chile. Selección Oficial Documentales
- II Festival de Cine de la espiritualidad. Gana Mejor Documental y Premio SIGNIS
- Cinemaissi – Festival de Cine Latinoamericano de Helsinki. Finlandia. Selección Oficial
- Las mañanas documentadas de IBERMEDIA Y AECID. Honduras.
- Muestra de cine de la Feria Int. Libro de Lima. Perú
- Festival de la Memoria Docu- mental Iberoamericana. Selección Oficial
- Festival Int. Cine y Video Cinesul. Muestra Viajes y fronteras
- 15o Cine Las Américas Internacional Film festival. Selección Oficial Documental
- Festival Nacional de Cortometrajes FENACo. Selección oficial de Largometrajes Peruanos.
- Festival Internacional de Cine de Guadalajara. Selección Oficial Documental Iberoamericano
- Festival de Cine de Lima. Muestra Itinerante. Perú.
- Documenta Caracas. Selección Oficial Documental Venezolano y Selección Oficial Premio Doc Andino
- Festival Internacional de Cine Centroamericano Ícaro. Selección Oficial Mejor Documental Internacional
- 1er Bolivia Lab. Selección Proyectos Iberoamericanos. Gana: Mejor Proyecto Iberoamericano

Con OTRAS OBRAS
- Festival Internacional del Nuevo Cine Latinoamericano. Santo Destino del Sur. Selección Oficial del guion.
- Festival Internacional del Nuevo Cine Latinoamericano. El Niño de mis ojos. Director: Jakov Dakovic. Selección Oficial.
- Festival Internacional del Nuevo Cine Latinoamericano Idea. Director: Miguel Coyula. Selección Oficial.
- Festival Internacional del Nuevo Cine Latinoamericano. Video Carta. Director: Luis Urrutia. Selección Oficial
- Festival Internacional del Nuevo Cine Latinoamericano. Ciertos Gestos. Director: Kaori Flores Yonekura. Selección Oficial.
- Festival Internacional del Nuevo Cine Latinoamericano. ¿Hay alguien ahí?. Director: Saudde Cevallos. Selección Oficial.